# Sascha Chaimowicz
Sascha Chaimowicz (* 1984 in München) ist ein deutscher Journalist und Co-Chefredakteur des ZEITMagazins.

## Werdegang
Sascha Chaimowicz wuchs in München-Obermenzing als Sohn eines Arztes und einer Englischlehrerin mit karibisch-britischer Herkunft auf. Sein Vater ist Kind polnischer Holocaust-Überlebender; seine Mutter wanderte in den späten 1950er-Jahren als junges Mädchen mit ihrer Familie von der Karibik-Insel Trinidad, damals noch eine britische Kolonie, nach London ein.
Nach Abschluss der Gymnasialausbildung studierte Chaimowicz zunächst Humanmedizin. Nach einem Praktikum bei einer überregionalen Zeitung änderte er sein Berufsziel und wechselte auf die Deutsche Journalistenschule in München. Während seiner dortigen Ausbildung in den Jahren 2009 und 2010 sammelte er Erfahrungen bei der Taz, dem Zeit-Magazin und dem Magazin Neon. Von 2010 bis 2015 war Sascha Chaimowicz bei Gruner + Jahr tätig: bis 2013 als Redakteur für Neon, dann bis 2015 als stellvertretender Chefredakteur der Magazine Neon und Nido. 2016 wechselte Chaimowicz zum Zeitverlag. Als verantwortlicher Redakteur betreute er zunächst das ZeitMagazin Mann und war mitverantwortlich für die Entwicklung der regionalen Ausgaben für Frankfurt und München. Seit Dezember 2020 ist er Co-Chefredakteur des ZEITMagazins, seit April 2023 gemeinsam mit Emilia Smechowski.
Für sein autofiktionales Romanvorhaben Entfernte Verwandte wurde Sascha Chaimowicz 2020 mit dem Arbeitsstipendium für Schriftsteller des Freistaats Bayern ausgezeichnet.
Für seinen Essay Schwarz Weiß wurde er für den Deutschen Reporter:innen-Preis 2023 nominiert.

## Veröffentlichungen (Auswahl)
- Schwarz Weiß. ZEITmagazin Nr. 27/2023, 21. Juni 2023
- Artikel auf ZEITonline-Autorenseite
- Artikel auf Stern.de
- Artikel im taz archiv